# Kováts Barna
Kováts Barna (Budapest, 1920. augusztus 24. – Salzburg, 2005. november 23.) gitárművész és -tanár, zeneszerző. Az első hivatásosnak tekinthető magyar klasszikus gitáros volt, aki hangszere színvonalas hazai oktatásának megteremtésében is úttörő szerepet vállalt.

## Élete
Jómódú családból származott. Édesapja a Magyar Állatkiviteli Szövetkezet vezetője volt. Szülei kisgyermekkorában elváltak, és ő édesanyjával maradt, de Debrecenbe költözött apjával nem szakadt meg kapcsolata, ennek köszönheti, hogy a gitárral való magányos próbálkozás után egy vakáción, hétévesen kapott egyszeri szakszerű bevezetést a hangszeren való játékba. További, még hobbiszintű önképzés következett, majd a művészpályára lépéshez a meghatározó élményt Andrés Segovia 1937-es budapesti zeneakadémiai koncertje adta. Ezt követően kereste meg az ebben a korszakban legfelkészültebbnek mondható magyarországi gitártanárt, Varga Istvánnét. Zongorázni is tanult, hogy az akkoriban divatozó műkedvelő, általában csak dalkísérésből álló gitározást igényes játékkal váltsa fel. Gyors fejlődésének köszönhetően, még gimnazistaként, 1938 nyarán lett a Magyar Rádió külső munkatársa, aki a műsorokban kísérő, „illusztráló” és szólófeladatokat egyaránt kapott. A második világháborút sikerült néhány hónapos kiképzéssel átvészelnie. A negyvenes évek elején elméleti ismereteket szerzett a Nemzeti Zenedében Lajtha László és Szervánszky Endre zeneszerzés-növendékeként. Ez is annak a kamaszként megfogalmazott céljának eléréséhez kellett, hogy hangszerét a művészi instrumentumok között elismertethesse. Első kompozíciói  ebből az időszakból származnak.
1946-ban a Nemzeti Színház és a Vígszínház alkalmi gitárosa lett. Az előadásokon színpadon vagy a kulisszák között játszott, az adott helyzetnek megfelelően. 1948-ban az újonnan alakult Mesebarlang Bábszínház alkalmazásába került, ezzel az első „hivatásos” gitárművésze lett az országnak. Itt az összes zenei feladat ráhárult, mindenféle hangszeren kellett játszania.
Magántanárként már azt megelőzően is működött, hogy 1947-ben a Szakszervezeti Zeneiskola szervezetéhez csatlakozott. Két év múlva Csepelre került másodállásban tanárnak. Színházi munkáját és a kamaszként megkezdett rádiós fellépéseit is folytatta. Gyakran lépett fel Török Erzsivel, akinek népdalfeldolgozásokat is készített. A budapesti zeneoktatás ötvenes évek eleji átalakításával bekerült a Fővárosi Zeneiskolai Szervezetbe. Itt kamatoztathatta addig megszerzett pedagógiai tapasztalatát és elindíthatta a gitároktatás általa mindig is óhajtott színvonalemelését. Ennek lett eredménye Gitáriskolájának 1956-ban kiadott első kötete (a továbbiak nem jelentek meg). Ez minden korábbi magyar nyelvű munkánál nívósabb, didaktikailag igényesebb volt, a valódi művészképzést szolgálta a hobbigitározás helyett. Legkiválóbb hazai tanítványai a már magántanulóként hozzájáró Szendrey-Karper László és Vereczkey László voltak, de a növendékei zömét a nem az ő eszményeinek megfelelő, könnyűzenésznek készülők alkották.
Az 1956-os forradalom idején emigrált. Franciaországban töltött el néhány hónapot, számtalanszor szerepelt helyi rádiók műsorában és elkészítette első két lemezét. 1957-ben hosszabb venezuelai útra ment. Rendszeresen koncertezett, sokat szerepelt tv-műsorokban és még egy filmhez is írt zenét. 1959-ben tért vissza Európába. Bécsben élt egy ideig, majd 1961-ben a salzburgi Mozarteum gitár- és lantszakának professzora lett egészen 1989-es nyugalomba vonulásáig. Mesterkurzusokat később is tartott. A koncertezéssel már 1972-ben, felesége halálakor felhagyott.
Előadóművészként és tanárként határozottan elutasította az általa „cirkuszi attrakció”-nak nevezett üres virtuozitást, a kifejező játékot mindenek elé helyezte, amihez rendelkezett a szükséges hangszertudással. Zeneszerzőként a korai romantikus és népzenei alapú daraboktól, lépést tartva kora zeneszerzőivel, eljutott a modern, a „musica nova” irányzathoz tartozó művekig. Kis terjedelembe sok mondanivalót sűrített. Szerzeményeivel kapcsolatban kérdezte tőle Frank Martin egy levelében: „Miként lehetséges, hogy oly rövid idő alatt, olyan sokat tud mondani?”

## Művei

### Pedagógiai, elméleti munkák
- Régi zene gitárra (Budapest, 1955, Brodszky Ferenccel; németül Musik der Vorklassik für Gitarre Mainz, 2003)
- Gitárról – zeneszerzőknek. Gyakorlati útmutatások a gitár szólisztikus használatához (Budapest, 1956)
- Gitáriskola I. (Budapest, 1956)
- Rövid darabok gitártanulóknak I.–II. (Budapest, 1980–81)
- Leichte Übungen und Spielstücke (Mainz, 1981)
- Fingerübungen für eine systematische Ausbildung der Gitarre-Spieltechnik (Mainz, 1991)

### Zeneművek
- Sonatina (oboára és gitárra)
- Suite. Hommage à Goldoni
- Adagio (oboára, 1949)
- Három magyar népdal (szólóra és vegyeskarra, 1950)
- Népek dalai (énekhangra és fúvósötösre, 1954)
- Concerto gitárra és kamarazenekarra (1963)
- Sur le Tombeau d'E. Huzella
- Ütik a rézdobot (gitárra)
- Nocturne rhapsodique
- Aubade
- Minutenstücke

## Érdekesség
Kováts Barna gitározik Claudio Abbado 1971-ben készült, etalonnak számító Sevillai borbély-felvételén (Deutsche Grammophon 457 733-2).